# Eois amaryllaria
Eois amaryllaria là một loài bướm đêm trong họ Geometridae.